# Comuna Gabrovo, Gabrovo
Gabrovo este o comună în regiunea Gabrovo din Bulgaria.

## Demografie
Componența etnică a comunei Gabrovo
     Bulgari (92,24%)
     Nicio identificare (6,07%)
     Altele (1,93%)
La recensământul din 2011, populația comunei Gabrovo era de 65.268 locuitori. Din punct de vedere etnic, majoritatea locuitorilor (92,24%) erau bulgari. Pentru 6,07% din locuitori nu este cunoscută apartenența etnică.